# Frontinellina frutetorum
Espèce
Synonymes
- Linyphia frutetorum C. L. Koch, 1834
- Linyphia quadrata Wider, 1834
- Linyphia fastuosa Lucas, 1846
- Linyphia congener O. Pickard-Cambridge, 1872
- Linyphia frutetorum punctiventris Chyzer & Kulczyński, 1894
- Linyphia frutetorum occidentalis Simon, 1929
- Linyphia frutetorum niger Giltay, 1932

Frontinellina frutetorum est une espèce d'araignées aranéomorphes de la famille des Linyphiidae.

## Distribution
Cette espèce se rencontre en zone paléarctique.

## Publication originale
- C. L. Koch, 1834 : Arachniden. Deutschlands Insekten, Heft p. 122-127.